# Nada es igual (álbum de Franco De Vita)
Nada es igual es el nombre del séptimo álbum de estudio grabado por el cantautor italo-venezolano Franco De Vita. Fue lanzado al mercado bajo el sello discográfico Sony Discos el 6 de julio de 1999. El álbum contiene 11 canciones entre las cuales destacan: "Si tú no estás", "Te veo venir soledad",  "Traigo una pena" y "Nada es igual".

## Información del álbum
Este álbum se convierte en séptimo álbum de estudio de Franco De Vita lanzado al mercado el 6 de julio de 1999.
En este álbum Franco De Vita utiliza ritmos latinos como la salsa, la bachata y la cumbia y también el género Pop logrando una gran mezcla y recibiendo una buena crítica y siendo acogida entre los fanes subiendo su nombre a las principales listas musicales.
El téma Traigo una pena entró en el top 5 del Billboard de música latina donde participaron: Gilberto Santa Rosa, Victor Manuelle y Cheo Feliciano y destacando los temas Si tú no estás, Te veo venir soledad y la balada Nada es igual.

## Lista de canciones
Todas las canciones escritas y compuestas por Franco De Vita. 
| Nada es igual |                                  |          |  |
| N.º           | Título                           | Duración |  |
| 1.            | «Si tú no estás»                 | 4:22     |  |
| 2.            | «Te recordaré»                   | 4:38     |  |
| 3.            | «Nada es igual»                  | 5:04     |  |
| 4.            | «Traigo una pena»                | 4:41     |  |
| 5.            | «Cuento con María»               | 4:47     |  |
| 6.            | «Te veo venir soledad» (Bachata) | 4:19     |  |
| 7.            | «Preso de mi propio sentimiento» | 4:07     |  |
| 8.            | «Lluvia»                         | 4:19     |  |
| 9.            | «Quién lo iba a saber»           | 4:15     |  |
| 10.           | «Te veo venir soledad» (Reggae)  | 4:19     |  |
| 11.           | «Lluvia» (Tonada)                | 3:25     |  |
| 48:02         |                                  |          |  |

- Datos: Q6957410